# Шандор
Шандор (мађ. Alex), је мушко име које се користи у мађарском језику, које води порекло од грчког имена (грч. Αλέξανδρος) и има значење: ратник, заштитник људи.
Женски парњаци су му Александра и Сандра.

## Имендани
- 15. јануар.
- 26. фебруар.
- 18. март.
- 2. април.
- 3. мај.
- 11. октобар.

## Сродна имена
- Александар, мушко име

## Варијације у разним језицима
-,
-,
-,
-,
-,
-,
-,
-,